# Weißband-Anemonenfisch
Der Weißband-Anemonenfisch (Amphiprion latezonatus) kommt an den Küsten des nördlichen New South Wales des südlichen Queensland, bei Neukaledonien und an den Riffen der Lord-Howe-Insel in Wassertiefen von 10 bis 45 Metern vor. Er lebt mit der Lederanemone (Heteractis crispa) als Symbiosepartner zusammen.

## Merkmale
Der Weißband-Anemonenfisch wird 11 bis 14 Zentimeter lang. Die Länge beträgt das 1,9- bis 2,1-fache der Körperhöhe. Er ist dunkelbraun gefärbt. Auf jeder Kopfseite befindet sich hinter dem Auge ein weißer Querstreifen. Ein weiter, sehr breiter, weißer Querstreifen zieht sich über die Körpermitte. Durch diesen Streifen, der doppelt so breit ist als die anderer Anemonenfischarten, ist der Weißband-Anemonenfisch unverwechselbar. Auch der Schwanzflossenstiel trägt ein weißes Band. Die Schwanzflosse ist dunkelbraun, das Ende weiß, ebenso wie die Schnauzenregion. Der hartstrahlige Teil der Rückenflosse und die Kehle können einen leichten orangen Schimmer aufweisen.
Die Rückenflosse hat zehn bis elf Hart- und 15 bis 16 Weichstrahlen, die Afterflosse zwei Hart- und 12 bis 14 Weichstrahlen. Die Brustflossen werden von 19 bis 20 Flossenstrahlen gestützt. Auf dem ersten Kiemenbogen befinden sich 18 bis 20 Kiemenreusenfortsätze. Die Seitenlinie wird von 34 bis 38 Schuppen begleitet.